# Wakefield
Pour les articles homonymes, voir Wakefield (homonymie).
Wakefield  est une ville du comté du West Yorkshire en Angleterre. Elle se trouve au sud de Leeds. Sa population s'élevait à 79 885 habitants en 2001. Wakefield est la principale ville et le centre administrative d’un district métropolitain baptisé City of Wakefield. 
La ville était un centre de commerce important pour le tissu.  Sa cathédrale fut restaurée par George Gilbert Scott.
On dit souvent que son nom dérive de « champ de Wacca » (le champ appartenant à Wacca). Cependant, il est possible qu'il ait évolué du vieux anglais « wacu », signifiant « un sillage », cela suggérerait alors « un champ ouvert dans lequel un sillage a été tenu ». Dans Domesday Book de 1086, il a été énuméré comme Wachefeld (Mills, 1998, p. 361).
En 1460, pendant la guerre des Deux-Roses, le duc d'York fut défait près de cette ville à la bataille de Wakefield.
Wakefield se distingue aussi par son nombre élevé de logements sociaux.

Ancienne armoiries utilisées jusqu'en 1990.

Wakefield a des attractions culturelles aussi : l'un des parcs de sculptures les plus jolis d'Europe, Yorkshire Sculpture Park, le Sandal Castle et le musée national des mines de charbon. La ville est également connue pour ses Mystery plays, un cycle de 32 jeux scripturaux datant du XVe siècle représentant des passages de la Bible, qui faisaient partie du festival religieux d'été de Corpus Christi et qui sont de nouveau joués ces derniers temps. Sa prison, moins célèbre, accueille la plupart des prisonniers de haute sécurité du Royaume-Uni.
Bien que Wakefield ne soit pas renommée dans le domaine sportif, elle compte un certain nombre de clubs et d'équipes. On peut citer en exemple son club du football de Wakefield-Emley FC, son club de hockey de Wakefield, son club de rugby à XIII les Wakefield Trinity Wildcats et son club de rugby à XV Wakefield RFC.

## District de Wakefield
Il couvre 350 kilomètres carrés et sa population est de 315 000 habitants. Il y a 14 local authorities différentes.

## Sport

### Rugby à XIII
Le club local de rugby à XIII est Wakefield Trinity Wildcats, fondé en 1873 et surnommé « Wildcats », et qui évolue en Super League. Le club dispute ses rencontres au Belle Vue depuis 1895. Il s'agit d'un des clubs les plus prestigieux d'Angleterre de par son palmarès.

## Personnes célèbres nées à Wakefield ou dans les environs
- William Alfred Ismay - bibliothécaire et collectionneur
- Lee Crooks - footballeur
- Jody Firth - pilote automobile
- Martin Frobisher - explorateur
- Noel Gay - compositeur
- Ryan, Gary et Ross Jarman - chanteurs et musiciens
- George Gissing - écrivain
- Walter Hampson - poète
- Margaret Harrison, artiste féministe
- Barbara Hepworth - sculpteur
- Barry Hoban - coureur cycliste
- Kenneth Leighton - compositeur
- Henry Moore - sculpteur
- Anne O'Hare McCormick - journaliste américaine
- John Radcliffe - médecin et fondateur de la bibliothèque éponyme (la Radcliffe Camera) à Oxford
- David Storey - romancier
- Charles Waterton - Naturaliste
- Jane McDonald - chanteuse
- Marjorie Williamson - physicienne
- Bryony Lavery - dramaturge

## Jumelage
- Belgorod (Russie)
- Castres (France)
- Hénin-Beaumont (France)
- Herne (Allemagne)
- Konin (Pologne)